# Oleg Iwanowitsch Lobow
Oleg Iwanowitsch Lobow (russisch Олег Иванович Лобов, wissenschaftliche Transliteration Oleg Ivanovič Lobov; * 7. September 1937 in Kiew; † 6. September 2018) war ein russischer Politiker und langjähriger Weggefährte und enger Vertrauter des Präsidenten Boris Jelzin. Er galt als Hardliner und Verbindungsmann Jelzins zum militärindustriellen Komplex. Als Sekretär des  Sicherheitsrats war er eine treibende Kraft hinter dem Ersten Tschetschenienkrieg 1994/96.

## Sowjetunion
Lobow studierte am Institut für Eisenbahntransport in Rostow am Don Bauingenieurwesen und arbeitete 15 Jahre im Bauwesen. 1972 wurde er in Swerdlowsk Funktionär der KPdSU und später, unter Jelzin, zweiter Parteisekretär der Oblast Swerdlowsk. Die Zentrale der KP holte Jelzin und Lobow 1985 nach Moskau. Jelzin wurde Stadtparteichef, Lobow Parteikontrolleur im Range eines ZK-Inspektors. Nach der Entlassung Jelzins als Moskauer Parteichef 1987 wurde Lobow im Ministerrat der Sowjetunion Vize-Ministerpräsident. 1989 wurde er für anderthalb Jahre zum stellvertretenden Parteichef der armenischen KP berufen, um die Unabhängigkeitsbestrebungen des Landes zu unterbinden. Er organisierte dort den Wiederaufbau nach der Erdbebenkatastrophe 1988 mit 25.000 Toten. Der Versuch, die Unabhängigkeitsbewegung zu neutralisieren, scheiterte. Nach der Gründung der KP der Russischen Sowjetrepublik 1990 unterlag Lobow bei der Wahl zum Ersten Sekretär der Partei Iwan Poloskow.

## Putsch
1991 wurde Jelzin zum Präsidenten Russlands gewählt und Lobow kehrte zurück nach Moskau. Während des Augustputsches in Moskau 1991 sandte Jelzin Lobow nach Swerdlowsk, damit dieser von dort – im Falle einer Verhaftung Jelzins durch die Putschisten – den demokratischen Widerstand leiten und eine Exilregierung vorbereiten sollte. Jelzin machte Lobow 1991 zum Stellvertreter des Ministerpräsidenten der Russischen Sowjetrepublik Iwan Silajew. Vor der Auflösung der Sowjetunion wurde Lobow noch für kurze Zeit (26. September 1991 bis zum 6. November 1991) amtierender Ministerpräsident der RSFSR, bevor Jelzin neben dem Posten des Präsidenten auch den Posten des Ministerpräsidenten Russlands übernahm. Nach dem gescheiterten Putschversuch wollte der mit der Regierungsführung beauftragte Radikalreformer und Ministerpräsident Jegor Gaidar den Apparatschik Lobow nicht im Kabinett haben, Lobow übernahm den Ehrenposten eines Chefs des Beraterstabs des Präsidenten.

## Wirtschaftsminister
Ende 1992 stürzte der Oberste Sowjet Gaidar als Ministerpräsidenten. Wiktor Tschernomyrdin wurde Ministerpräsident und Lobow kehrte ins Kabinett zurück. Als glückloser Wirtschaftsminister und erster Vize-Ministerpräsident (15. April 1993 – 18. September 1993) unter Tschernomyrdin versuchte Lobow sein Ministerium im Stil eines sowjetischen Planhaushaltes zu leiten. Er wandte sich gegen eine Privatisierung der Schlüsselindustrien (Schwerindustrie) und der Banken. Jelzin unterstützte nach der gewonnenen Präsidentenwahl erneut Gaidar im Wahlkampf, weshalb auch Lobow erneut das Kabinett verlassen musste.

## Sicherheitsrat und Tschetschenienkrieg
Danach beförderte Jelzin Lobow als Nachfolger von Marschall Jewgeni Schaposchnikow auf den wichtigen Posten des Sekretärs des Sicherheitsrates der Russischen Föderation (18. September 1993 – 18. Juni 1996), am 25. August 1995 ernannte er ihn zum Sonderbeauftragten (ständigen Vertreter) für Tschetschenien, verantwortlich für Friedensverhandlungen. Dem 1992 von Jelzin gegründeten Sicherheitsrat standen ursprünglich nur beratende Tätigkeiten zu. Mit den wichtigen „Kraft-“Ministerien für Äußeres, Finanzen, Verteidigung und Inneres, dem Ministerpräsidenten, den Vorsitzenden der beiden Parlamentskammern, sowie den Leitern des Auslandsgeheimdienstes, des Dienstes für Innere Aufklärung und der Grenztruppen Russlands stand der Sekretär de facto über Parlament und Regierung. Der Sekretär koordiniert das Militär, die Sicherheitskräfte und die Geheimdienste, er war weisungsbefugt gegenüber den Machtministerien. Der Sicherheitsrat wurde von der liberalen Presse das neue Politbüro getauft, von anderen Beobachtern als „zweite Regierung“ oder „Junta“. Im Konflikt um Tschetschenien setzt Lobow auf eine gewaltsame Lösung, der Einmarsch in Tschetschenien wurde zuerst im Sicherheitsrat abgestimmt (29. November 1994), ohne Konsultation der übrigen Institutionen. Vor der Wahl des Präsidenten und dem ersten Tschetschenienkrieg sagte Lobow 1994 zu einem Dumaabgeordneten «Es geht nicht um Russlands Integrität, wir brauchen einen kleinen, siegreichen Krieg, um Jelzins Umfrageergebnisse zu heben». Am 20. September 1995 entging Lobow in Tschetschenien einem Bombenattentat. Am 18. Juni 1996 übernahm General Alexander Lebed den Posten des Sekretärs des Sicherheitsrates, am 10. August 1996 übertrug Jelzin den Posten des Sonderbeauftragten auf Lebed, Lobow wurde wieder erster Vize-Ministerpräsident (18. Juni 1996 – 14. August 1996), danach bis zum 17. März 1997 Vize-Ministerpräsident.
Nach einer Herzoperation und einer achtmonatigen Pause kündigte Jelzin im März 1997 eine Regierungsumbildung an, der auch Lobow am 17. März zum Opfer fiel.
1992 traf sich Lobow mit Shoko Asahara, dem Gründer der japanischen Aum-Sekte, und verschaffte der Sekte Zugang nach Russland.